# 美容液
美容液（びようえき）とは、基礎化粧品の1つであり、保湿成分や美白成分などの成分が濃縮して配合された製品を指す。それらの成分が他の基礎化粧品よりも高濃度で配合されているために、他の基礎化粧品と比較して高価格であることが多い。

## 使用の順番
通常は、化粧水などで肌を整えた後に、油分を含む他の基礎化粧品を使用する前に、美容液を肌に塗布することが多い。

## 成分
しばしば美容液に配合されることがある成分は、例えば以下のような物である。
- ビタミンC
- ビタミンE
- アルブチン
- レチノール
- ヒアルロン酸
- コラーゲン
- ハトムギエキス
- 海藻エキス
- トラネキサム酸
- エラスチン

これらの成分は、平均分子量や分子構造の問題で、健常な皮膚からは基本的に吸収されない成分が多い。ただし、角質層などの皮膚の表面には浸透する成分もある。なお、日本では薬機法で決められた有効成分を含有していれば、また「治す」といった同法の違反に当たる表現を使用しなければ、同法が許す表現の制限範囲の中で効能を表示することができる。

## 歴史
1975年にコーセーが発売したコーセーＲＣリキッドが、日本製の美容液の先駆けと言われる。さらに1980年代にエスティローダーと資生堂が、高機能の美容液と銘打った商品を売り出した後、日本においても急速に広まった。